# Gmina Perondi
Gmina Perondi (alb. Komuna Perondi) – gmina położona we wschodniej części Albanii. Administracyjnie należy do okręgu Kuçova w obwodzie Berat. W 2011 roku populacja gminy wynosiła 9005, 4615 kobiet oraz 4390 mężczyzn, z czego Albańczycy stanowili 89,9% mieszkańców. Zachodnia granica gminy pokrywa się z biegiem rzeki Osum, a północna częściowo przebiega wzdłuż nurtu Devoll.
W skład gminy wchodzi siedem miejscowości: Goraj, Magjati, Perondi, Polovina, Rreth Tapia, Tapia, Velagoshti.